# Élections législatives de 1924 en Charente
Les élections législatives de 1924 ont eu lieu le 11 mai 1924.

## Élus
|   | Député sortant          |  | Groupe parlementaire                | Député élu              |                 | Groupe parlementaire                          |
| - | ----------------------- |  | ----------------------------------- | ----------------------- | --------------- | --------------------------------------------- |
| 1 | James Hennessy          |  | Gauche républicaine et démocratique | Jacques Poitou-Duplessy |                 | Union républicaine et démocratique            |
| 2 | Georges Géo-Gérald      |  | Républicains de gauche              | Paul Condé              |                 | Union républicaine et démocratique            |
| 3 | Maurice Raynaud         |  | Parti radical et radical-socialiste | Edmond Laroche-Joubert  |                 | Union républicaine et démocratique            |
| 4 | Paul Mairat             |  | Gauche républicaine et démocratique | Jean Hennessy           |                 | Républicain-socialiste et socialiste français |
| 5 | Jacques Poitou-Duplessy |  | Entente républicaine démocratique   | Jean Carnot             |                 | Gauche républicaine et démocratique           |
| 6 | Jean Hennessy           |  | Républicain socialiste              | Siège supprimée         | Siège supprimée | Siège supprimée                               |

## Résultats à l'échelle du département

### Par listes
| Listes         | Listes                                                     | Premier tour | Premier tour | Sièges |
| Listes         | Listes                                                     | Voix         | %            | Sièges |
| -------------- | ---------------------------------------------------------- | ------------ | ------------ | ------ |
|                | Liste d'Union républicaine agricole, économique et sociale | 26 665       | 33,92        | 3      |
|                | Liste du Cartel des Gauches                                | 24 012       | 30,54        | 1      |
|                | Liste de Concentration républicaine                        | 18 888       | 24,02        | 1      |
|                | Liste d'Union socialiste                                   | 4 268        | 5,43         | 0      |
|                | Liste du Bloc ouvrier-paysan                               | 2 907        | 3,70         | 0      |
|                |                                                            |              |              |        |
| Inscrits       | Inscrits                                                   | 98 442       | 100,00       | 5      |
| Votants        | Votants                                                    | 81 101       | 82,38        |        |
| Abstention     | Abstention                                                 | 17 341       | 17,62        |        |
| Blancs et nuls | Blancs et nuls                                             | 2 479        | 3,06         |        |
| Exprimés       | Exprimés                                                   | 78 622       | 96,94        |        |

### Par candidats
| Candidat       | Candidat                | Tendance            | Voix   | %      |
| -------------- | ----------------------- | ------------------- | ------ | ------ |
|                | Jacques Poitou-Duplessy | FR                  | 29 352 | 37,33  |
|                | Paul Condé              | FR                  | 26 166 | 33,28  |
|                | Daigueplats             | FR                  | 25 785 | 32,80  |
|                | Edmond Laroche-Joubert  | FR                  | 27 112 | 34,48  |
|                | Roullet                 | FR                  | 24 911 | 31,68  |
|                |                         |                     |        |        |
|                | Jean Hennessy           | PRS                 | 25 632 | 32,60  |
|                | Pierre Viala            | Radical indépendant | 23 313 | 29,65  |
|                | Alphonse Aulard         | PRS                 | 23 775 | 30,24  |
|                | René Gounin             | SFIO                | 23 438 | 29,81  |
|                | Menier                  | PRRRS               | 23 903 | 30,40  |
|                |                         |                     |        |        |
|                | Maurice Raynaud         | Radical indépendant | 19 241 | 24,47  |
|                | Jean Carnot             | PRDS                | 20 995 | 26,70  |
|                | Georges Géo-Gérald      | PRDS                | 19 493 | 24,79  |
|                | Barraud                 | PRDS                | 17 949 | 22,83  |
|                | Malet                   | PRDS                | 16 764 | 21,32  |
|                |                         |                     |        |        |
|                | Jean Antoine            | USC                 | 4 764  | 6,06   |
|                | Chillaud                | USC                 | 4 207  | 5,35   |
|                | Dardillat               | USC                 | 4 117  | 5,24   |
|                | Declide                 | USC                 | 4 110  | 5,23   |
|                | Laroche                 | USC                 | 4 143  | 5,27   |
|                |                         |                     |        |        |
|                | Bigot                   | PC-SFIC             | 3 147  | 4,00   |
|                | Bouriaud                | PC-SFIC             | 2 196  | 2,79   |
|                | Chambaraud              | PC-SFIC             | 3 082  | 3,92   |
|                | Chartier                | PC-SFIC             | 3 056  | 3,89   |
|                | Hays                    | PC-SFIC             | 3 053  | 3,88   |
|                |                         |                     |        |        |
| Inscrits       | Inscrits                | Inscrits            | 98 442 | 100,00 |
| Votants        | Votants                 | Votants             | 81 101 | 82,38  |
| Abstentions    | Abstentions             | Abstentions         | 17 341 | 17,62  |
| Blancs et nuls | Blancs et nuls          | Blancs et nuls      | 2 479  | 3,06   |
| Exprimés       | Exprimés                | Exprimés            | 78 622 | 96,94  |